# Київ-Експрес (поїзд)
«Ки́їв-Експрéс» — фірмовий пасажирський потяг Укрзалізниці сполученням Київ — Варшава.

## Історія
31 травня 2009 року вперше був призначений потяг «Київ-Експрес».
У складі потяга раніше курсував один вагон RIC формування Польських державних залізниць і чотири вагони купе формування Укрзалізниці. З жовтня 2012 року, після припинення курсування фірмового потяга «Каштан» сполученням Київ — Берлін, вагони останнього експлуатуються в складі потяга сполученням Київ — Варшава.
На теперішній час склад потяга складається з трьох вагонів габариту РІЦ формування Укрзалізниці (вагон № 1, який формувався Польськими державними залізницями, більше не курсує).
Крім основного, в складі потяга раніше курсували вагони безпересадкового сполучення з різних регіонів України, а також з Казахстану в Польщу:
- № 40/39 Дніпропетровськ — Варшава
- № 40/39 Сімферополь — Варшава
- № 107/108 Астана — Варшава
- № 343/344 Харків — Варшава

Наприкінці 2011 року курсування даних вагонів безпересадкового сполучення було припинено.
До 8 грудня 2019 року ходив через Здолбунів, але його перенесли на дизельну лінію через Сарни, щоб зекономити час і 70 км і заощадити гроші.
З 15 березня 2020 року потяг було скасовано через пандемію COVID-19, рух досі не відновлено.
1 березня 2022 року у зв'язку з війною поїзду додано вагони, щоб забезпечити виїзд жінок з дітьми. Також призначено групу вагонів поїзда № 909/910 до Хелма.

## Інформація про курсування
11 грудня 2016 року, з введенням в дію графіка руху пасажирських потягів на 2016/2017 рік, «Укрзалізниця» на годину прискорила потяг № 67/68 Київ — Варшава. Відстань від столиці до Варшави по території України потяг долає на годину швидше, а зворотно з Варшави рух потяга прискорено майже на півтори години. Крім того, потяг має більш зручний час відправлення і прибуття.
Час руху потяга № 67/68 Київ — Варшава в дорозі зменшено завдяки тому, що потяг зупиняється на станціях Ковель, Мацеїв та Ягодин тільки для технічних потреб. Крім того, на станції Ягодин зменшено час на перестановку вагонів з широкої колії на вузьку до 2 годин, наразі для цього витрачається 143 хвилини туди та 117 хвилин зворотно. Завдяки цьому потяг по території України у напрямку Варшави пришвидшено на 59 хв., а зворотно — на 1 год. 29 хв.
Потяг прямував із тарифними зупинками на станціях: Дорогуськ, Холм, Холм Місто, Рейовець, Травники, Свидник Всходній, Свидник Място, Люблін, Налєнчув, Пулави Място, Деблін, Пілава, Варшава-Східна, Варшава-Центральна, Варшава-Західна.
Наразі потяг № 67/68 Київ — Варшава прямує через Коростень — Сарни  — Ковель — Ягодин — Холм — Люблін. Зміна візків відбувається на станції Ягодин.
У розкладі руху на 2016/2017 роки «Укрзалізниця» розробила більш зручний час відправлення та прибуття потяга, який відправляється зі станції Київ-Пасажирський о 17:24 замість 16:48 та прибуває на станцію Київ-Пасажирський о 09:22 замість 12:58 (відмінності графіку на 2015/2016 рр.).
У складі потяга 30-місні пасажирські вагони міжнародного габариту RIC, який курсує цілий рік щоденно.
Станом на грудень 2016 року вартість проїзду в сполученні Київ — Варшава становила — 2250,83 ₴.
З 3 вересня 2017 року за домовленістю українських та польських залізничників знижено вартість квитка на потяг № 67/68 Київ — Варшава — Київ. Квитки стануть дешевшими більш ніж на 1000 ₴. Таким чином, вартість проїзду з Києва до Варшави становитиме 1340 грн*.
Норма безкоштовного перевезення ручної поклажі при користуванні залізничним транспортом у міжнародному сполученні становить 36 кг.
Потягом № 67/68 Київ — Варшава за 11 місяців 2018 року скористалося майже 27,5 тис. пасажирів, що на 14 тис. пасажирів більше, ніж за аналогічний період 2017 року. При цьому потяг в середньому заповнений на 81%.
З 5 квітня 2019 року прикордонний і митний контроль замість станції Ягодин у потязі Київ — Варшава здійснюється на станції Київ-Пасажирський. Пасажири мають зайняти свої місця в потязі не пізніше як за 25 хвилин до його відправлення зі станції Київ-Пасажирський.
У зв'язку із зазначеними змінами щодо проведення прикордонного й митного контролю в потягу № 67/68 Київ — Варшава частково змінений графік його курсування. За оновленим графіком він курсує з 5 квітня з Києва та з 4 квітня з Варшави. У квитках пасажирів потяга зі станції Київ-Пасажирський зазначений час відправлення 18:48 (замість 19:13 згідно з розкладом). Саме до цього часу пасажири потяга повинні пройти митний контроль, який здійснюють працівники Державної фіскальної служби у вестибюлі вокзалу станції Київ-Пасажирський на виході до перону першої колії. Митники перевіряють наявність квитків, паспортів, оглянуть багаж пасажирів. Після проходження митного контролю пасажирам буде дозволено пройти на перон та здійснити посадку до потяга. Ті пасажири, які не здійснили посадку до 18:48, до потяга № 67/68 Київ — Варшава не допускатимуться.
| Розклад руху потяга «Київ-Експрес» з 15 грудня 2024 року | Розклад руху потяга «Київ-Експрес» з 15 грудня 2024 року | Розклад руху потяга «Київ-Експрес» з 15 грудня 2024 року | Розклад руху потяга «Київ-Експрес» з 15 грудня 2024 року | Розклад руху потяга «Київ-Експрес» з 15 грудня 2024 року |
| Час прибуття                                             | Час відправлення                                         | Станція                                                  | Час прибуття                                             | Час відправлення                                         |
| -------------------------------------------------------- | -------------------------------------------------------- | -------------------------------------------------------- | -------------------------------------------------------- | -------------------------------------------------------- |
| —                                                        | 20:21                                                    | Київ                                                     | 10:45                                                    | —                                                        |
| 10:11                                                    | —                                                        | Варшава                                                  | —                                                        | 17:49                                                    |

Примітки:
- Будьте уважні, перед відправленням з Києва, двері у вагони потяга зачиняються о 18:48, потім проводиться митний та паспортний контроль.
- Актуальний розклад руху вказано у розділі «Розклад руху призначених поїздів» на офіційному вебсайті «Укрзалізниці»[8].

## Міждержавні перевезення
Перевезення пасажирів між Україною та Польщею (УЗ — ПКП) здійснюється на умовах рос. «Соглашения о международном пассажирском сообщении (СМПС)» та рос. «Особых условий международных перевозок (SCIC) — для поездок по проездным билетам в сообщении Восток—Запад (EWT) (Тариф Схід—Захід)". Відповідно кожна із залізниць, УЗ та ПКП, встановлює тариф по своїй території та у вагони свого формування, які оголошуються у валюті євро та розраховуються у національній валюті країни оформлення проїзного документа на дату звернення пасажира.